# Comando de Operações Especiais dos Estados Unidos

Insígnia do Comando de Operações Especiais dos Estados Unidos

Comando de Operações Especiais dos Estados Unidos (em inglês:  United States Special Operations Command - USSOCOM ou SOCOM) é o Comando Combatente Unificado (em inglês:  Unified Combatant Command) encarregado de supervisionar as várias operações dos comandos de forças especiais que fazem parte do Exército, da Força Aérea, da Marinha e dos Fuzileiros Navais das Forças Armadas dos Estados Unidos. O comando é parte do Departamento de Defesa. O USSOCOM está sediado na Base da Força Aérea MacDill, em Tampa, na Flórida.
A ideia de um comando unificado de operações especiais teve suas origens após a Operação Eagle Claw, uma desastrosas tentativa de resgate de reféns na embaixada estadunidense em Teerã, no Irã, em 1980. A investigação que se seguiu, presidido pelo almirante James L. Holloway III, um chefe aposentado de Operações Navais, citou a falta de comando, controle e coordenação inter-serviços como fatores importantes no fracasso dessa missão. Desde a sua ativação em 16 de abril de 1987, o Comando de Operações Especiais tem participado de muitas operações, desde a invasão do Panamá, em 1989, até a atual guerra global contra o terrorismo.

O USSOCOM conduz diversas missões secretas e clandestinas, tais como a ação direta, reconhecimento especial, contraterrorismo, defesa interna estrangeira, guerra não convencional, guerra psicológica, assuntos civis e operações de combate às drogas. Cada ramo tem um Comando de Operações Especiais que é o único e capaz de executar suas próprias operações, mas quando as diferentes forças de operações especiais precisam trabalhar juntas para uma missão, o USSOCOM torna-se o comando componente comum da operação, em vez de um comando de um ramo específico das forças armadas do país.

## Lista de comandantes do USSOCOM

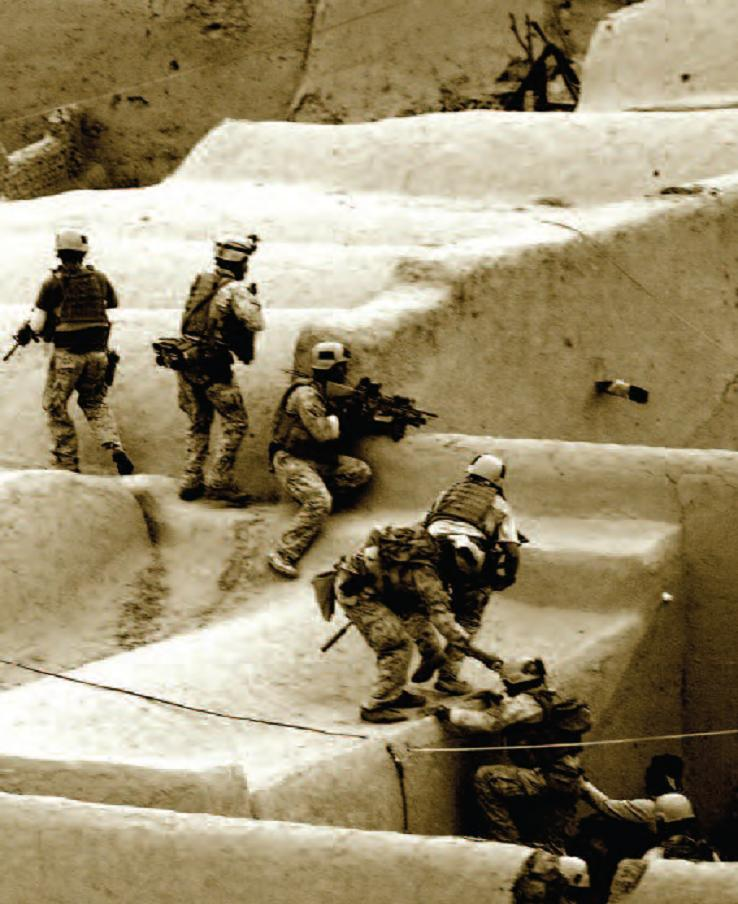
Soldados americanos das forças especiais no Afeganistão

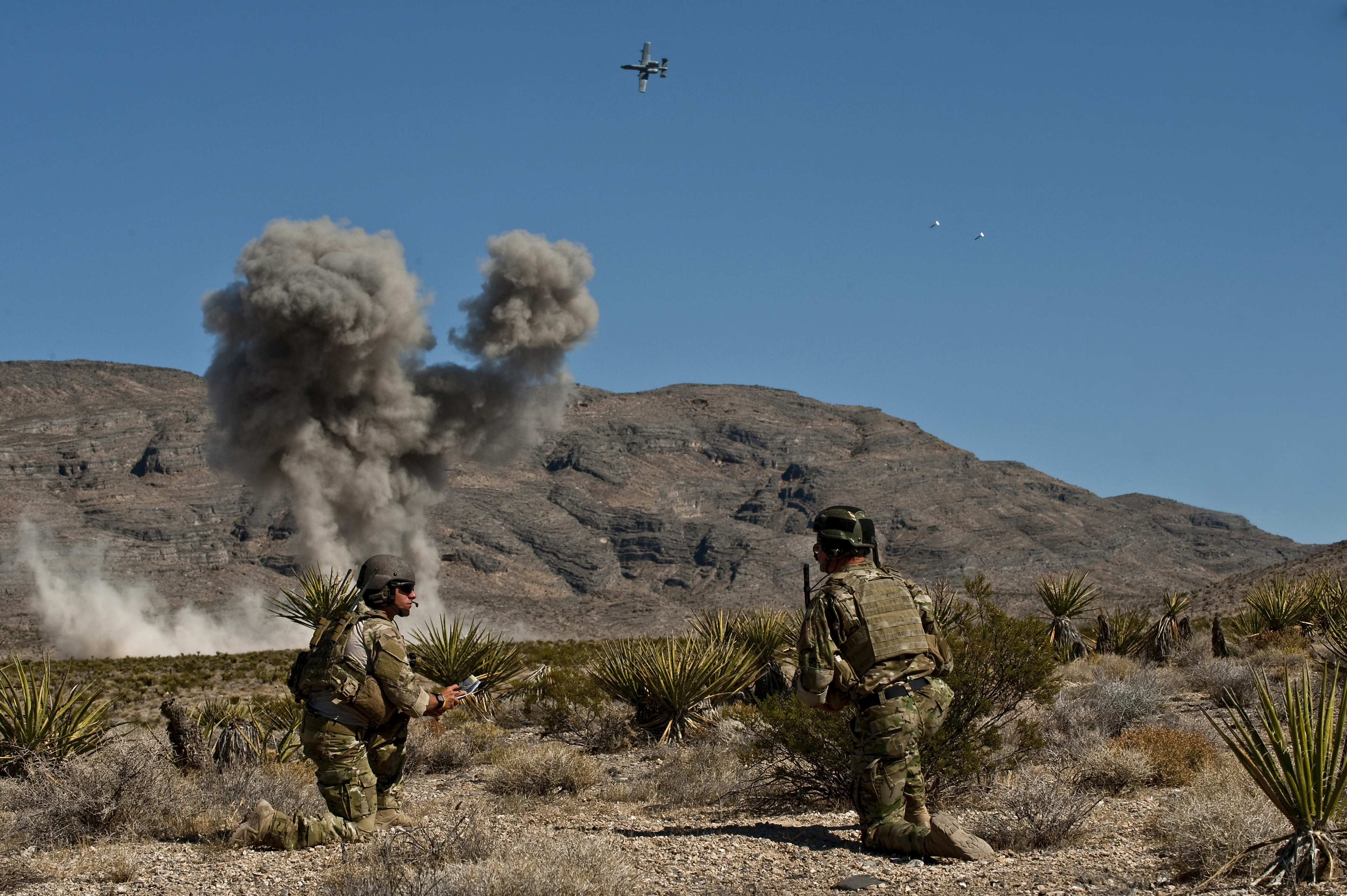
Homens do JTAC em treinamento de apoio aéreo aproximado.

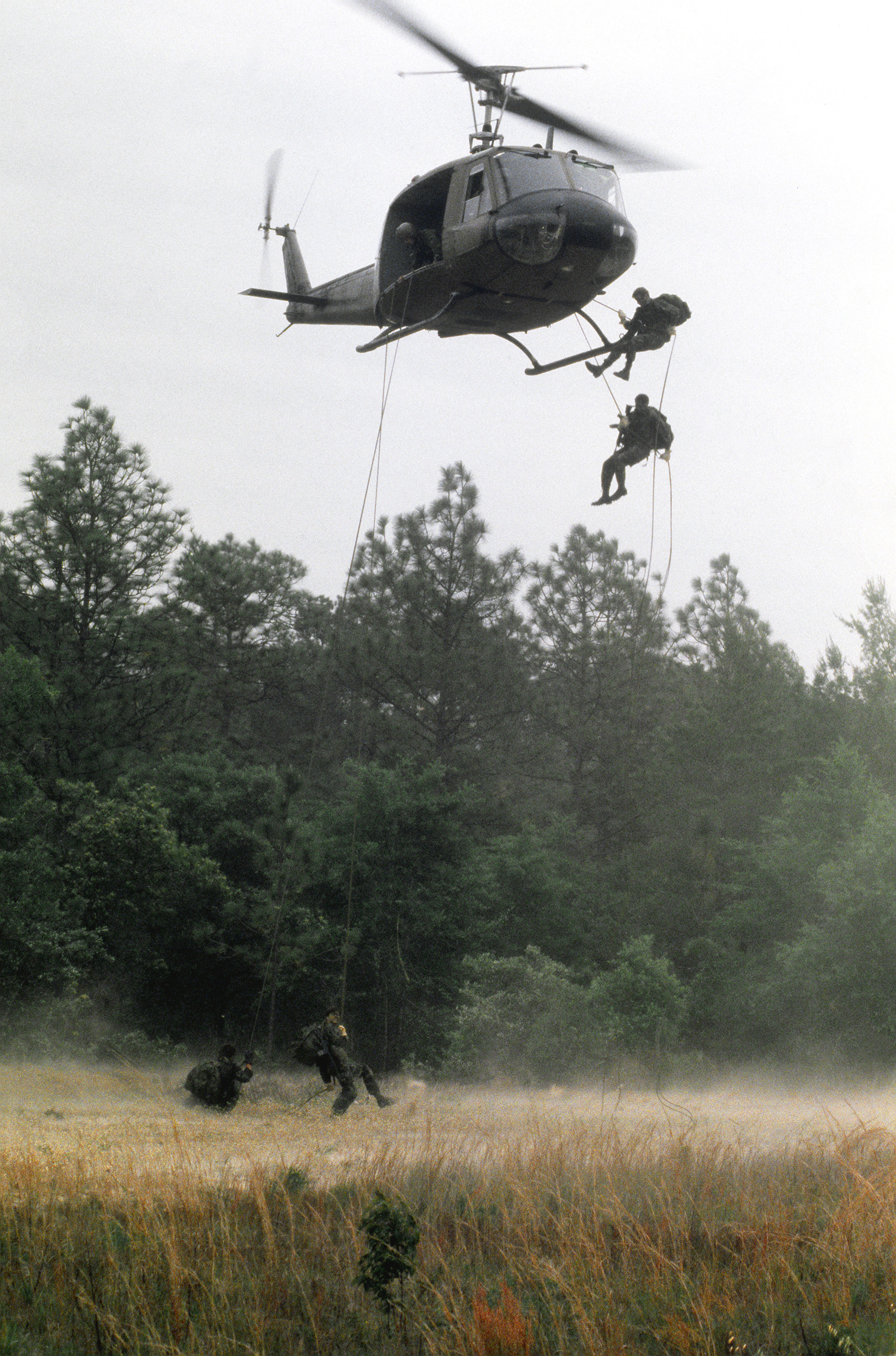
Militares das forças especiais descendo de um helicóptero

| Nº.            | Imagem | Nome                            | Ramo        | Início do mandato    | Fim do mandato       |
| -------------- | ------ | ------------------------------- | ----------- | -------------------- | -------------------- |
| 1.             |        | General James J. Lindsay        | Exército    | Abril de 1987        | Junho de 1990        |
| 2.             |        | General Carl W. Stiner          | Exército    | Junho de 1990        | Maio de 1993         |
| 3.             |        | General Wayne A. Downing        | Exército    | Maio de 1993         | Fevereiro de 1996    |
| 4.             |        | General Henry H. Shelton        | Exército    | Fevereiro de 1996    | Setembro de 1997     |
| (em exércício) |        | Almirante Raymond C. Smith, Jr. | Marinha     | Setembro de 1997     | Novembro de 1997     |
| 5.             |        | General Peter J. Schoomaker     | Exército    | Novembro de 1997     | Outubro de 2000      |
| 6.             |        | General Charles R. Holland      | Força Aérea | Outubro de 2000      | Setembro de 2003     |
| 7.             |        | General Bryan D. Brown          | Exército    | Setembro de 2003     | 9 de julho de 2007   |
| 8.             |        | Almirante Eric T. Olson         | Marinha     | 9 de julho de 2007   | 8 de agosto de 2011  |
| 9.             |        | Almirante William H. McRaven    | Marinha     | 8 de agosto de 2011  | 28 de agosto de 2014 |
| 10.            |        | General Joseph Votel            | Exército    | 28 de agosto de 2014 | 30 de março de 2016  |
| 11.            |        | General Raymond A. Thomas       | Exército    | 30 de março de 2016  | 29 de março de 2019  |
| 12.            |        | General Richard D. Clarke       | Exército    | 29 de março de 2019  | 30 de agosto de 2022 |
| 13.            |        | General Bryan P. Fenton         | Exército    | 30 de agosto de 2022 | Presente             |